# 黑澤隆朝
黑澤隆朝（1895年4月9日—1987年5月20日），筆名、，是日本秋田縣鹿角郡出身的民族音樂學者、音樂教育家、童謠作曲家及樂器收藏家。他是第一位將臺灣原住民音樂的調查及研究寫成專書的日本籍學者。

## 生平
1916年（大正5年），黑澤隆朝自秋田師範学校畢業。1918年，黑澤氏入東京音樂學校甲種師範科就讀；在學期間，他自音樂學家田邊尚雄、山田耕筰等學習，並開始從事童謠創作。畢業後，他曾任川村學園短期大學教授、以及早稻田大學及東邦音樂大學兼任講師，並曾編撰許多音樂教科書、童謠及唱歌曲集還有西洋音樂教育相關著作。
1939年（昭和14年）2月12日至6月12日，黑澤氏前往東南亞進行音樂調查；其間，他遊歷越南、馬來半島及印尼等地，也因此展開其民族音樂研究生涯。1943年，他前往臺灣進行調查，並將其成果發表於日本的音樂學界。
1953年，黑澤氏將布農族的音樂介紹到國際民族音樂學會（International Folk Music Council）。
1973年，黑澤氏將其調查紀錄整理，並寫成專書《台湾高砂族の音楽》。1974年，他又將當時所採集的原住民音樂部分錄音錄製成《高砂族の音楽》發行；該唱片隨後獲日本藝術祭唱片部門優秀獎。1978年，黑澤氏出版《音樂起源論（黑澤學說）》；該著作為其探討音階研究的總彙整。
1979年，黑澤氏受中華民俗藝術基金會邀請再度訪問臺灣；其間，他除出席學術交流活動，更親自拜訪先前因戰爭未能到達的蘭嶼，以探訪達悟族音樂。
1980年，黑澤氏由其女兒陪同再次訪問臺北及蘭嶼。
1987年，黑澤氏逝世於東京都。

## 另見
- 八部合音
- 移川子之藏
- 伊能嘉矩
- 森丑之助
- 淺井惠倫
- 鳥居龍藏
- 鹿野忠雄
- 大東亞共榮圈

## 外部鏈結
- 臺灣大學數位典藏研究發展中心（页面存档备份，存于）
- 戦時臺灣的聲音 1943 黒澤隆朝 高砂族の音楽 復刻 &#26280 ... - 二手舎（页面存档备份，存于）